# St-Martin (Corsavy)

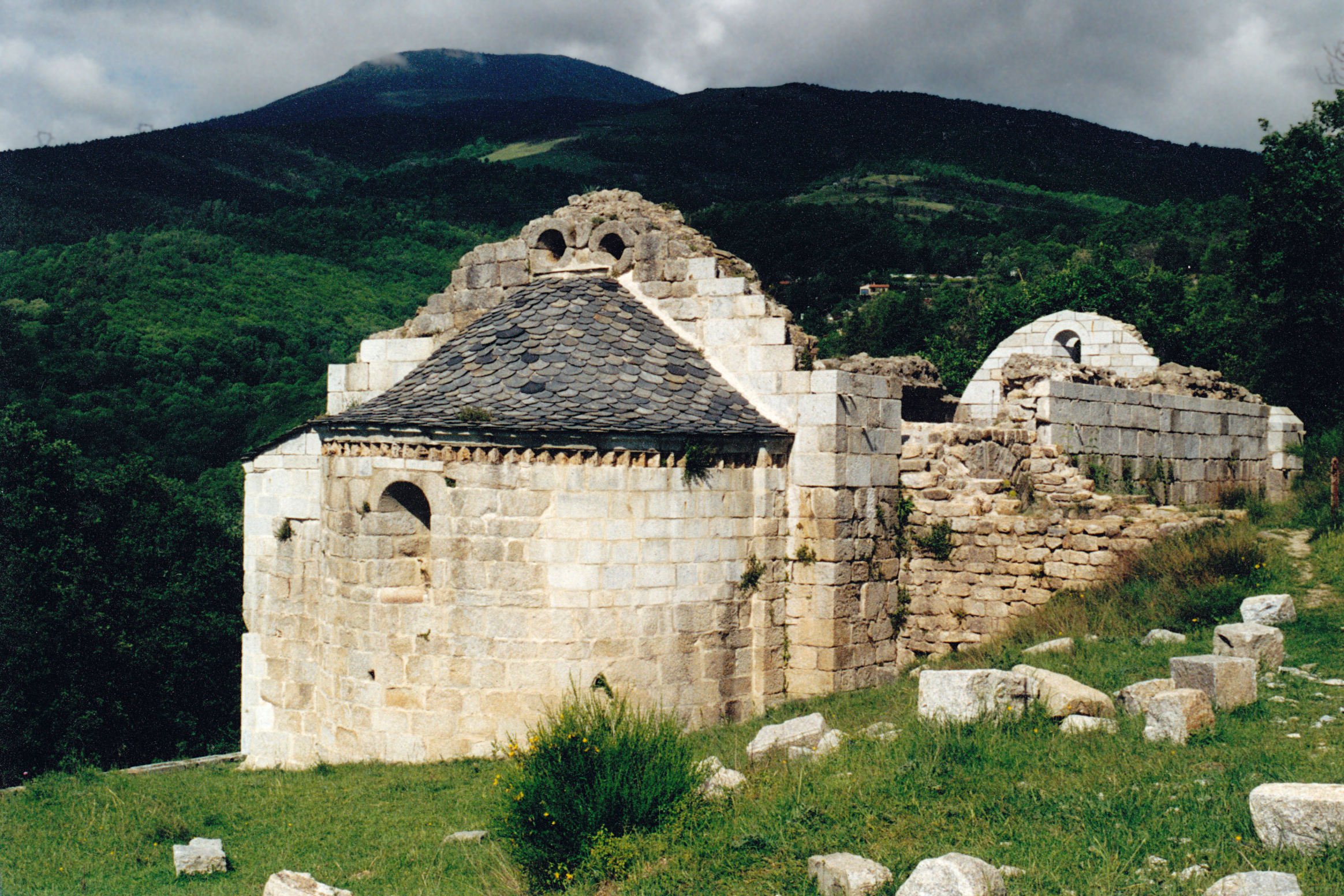
Saint-Martin im Jahr 2001, ohne Dach

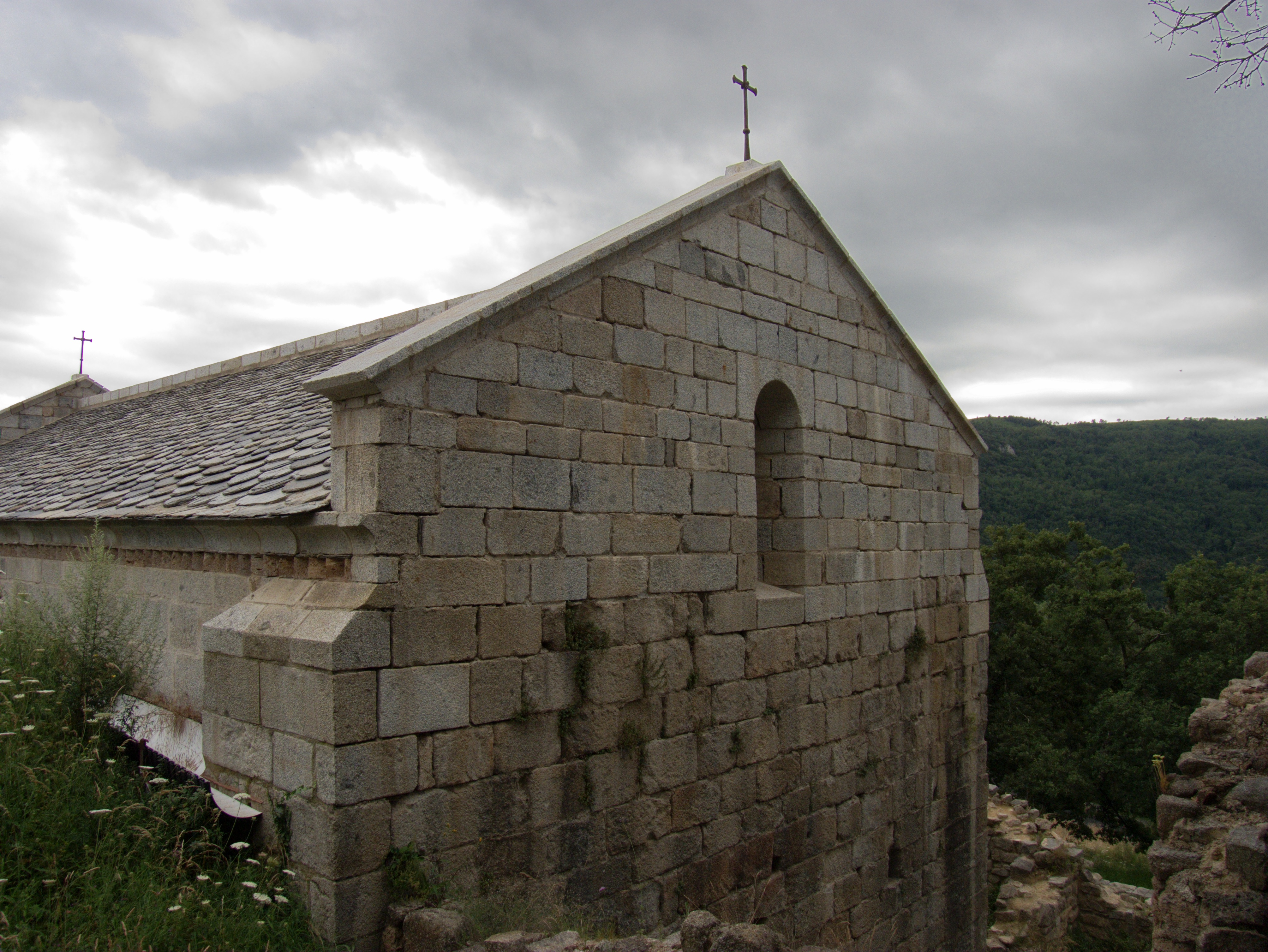
Die Westfassade nach den Restaurierungsarbeiten

Die römisch-katholische Kirche St-Martin in Corsavy, einer Gemeinde im Département Pyrénées-Orientales der Region Okzitanien, wurde im 12. Jahrhundert errichtet. Die romanische Kirche steht seit 1964 als Monument historique auf der Liste der Baudenkmäler in Frankreich.

## Beschreibung
Bis zu den Restaurierungsarbeiten in den 2000er Jahren war die Kirche lange Zeit ohne Dach und dem Verfall preisgegeben. Die schiefergedeckte Kirche ist einschiffig und besitzt einen halbrunden Chor. Das Mauerwerk besteht aus großen und exakt bearbeiteten Hausteinen. Der Chor besitzt ein Fenster mit einfachem Gewände ohne Ausschmückung. Unter dem Dachansatz verläuft ein Sägezahnfries. Der Chor wird zum Kirchenschiff hin von einer Mauer überragt, die von zwei Oculi durchbrochen wird. An der Südseite befindet sich das Portal mit einem flachen Tympanon und einer dreifachen Archivolte. Im Inneren öffnet sich ein doppelter Spitzbogen zum Chor.